# Vetovo
 Ovo je glavno značenje pojma Vetovo. Za naselje u Bugarskoj pogledajte Vetovo (Ruse, Bugarska).
Vetovo je naselje u Slavoniji smješteno podno dvije velike planine - Papuk i Krndija. Pripada Požeško-slavonskoj županiji i gradu Kutjevu. Polubrežuljkast i slikovit kraj čini još ljepšim plodne ravnice koje se pružaju prema unutrašnjosti nekada panonskog mora, a danas Vallis Aurea - Zlatne doline.
Samo mjesto ima 988 stanovnika (2011.), a s naseljima koja pripadaju vetovačkoj župi Podgorje, Lukač, Hrnjevac i Ovčare ima oko 1.600 stanovnika.
U mjestu djeluje još od 1924. godine dobrovoljno vatrogasno društvo Vetovo, kao i hrvatski nogometni klub "Graševina" Vetovo koji se natječe u 1. ŽNL. 
Od industrije svakako je najpoznatiji kamenolom Vetovo.

## Stanovništvo
| broj stanovnika | 721   | 692   | 691   | 753   | 802   | 876   | 918   | 984   | 955   | 1017  | 1056  | 983   | 953   | 1035  | 1191  | 988   | 757   |
|                 | 1857. | 1869. | 1880. | 1890. | 1900. | 1910. | 1921. | 1931. | 1948. | 1953. | 1961. | 1971. | 1981. | 1991. | 2001. | 2011. | 2021. |